# Història econòmica de la Federació Russa
Després de l'enfonsament de la Unió Soviètica el 1991 i l'enfonsament de l'economia controlada de la Rússia Soviètica, es va crear una nova Federació Russa sota Boris Ieltsin el 1991. La Federació Russa va tenir múltiples reformes econòmiques, incloent la privatització i la liberalització del mercat i del comerç a causa del col·lapse del comunisme. L'economia és molt més estable que a principis dels noranta, però la inflació continua sent un problema per a Rússia. Històricament, l'economia russa ha diferit molt de les principals economies desenvolupades pel seu sistema legal més feble, el subdesenvolupament de les activitats econòmiques modernes, l'endarreriment tecnològic i uns nivells de vida més baixos.

## Antecedents històrics
Durant gairebé seixanta-nou anys, l'economia russa i de tota la Unió Soviètica, dirigida en base d'una planificació centralitzada de l'economia, tenia el control sobre tots el mitjans de producció i d'inversió de l'economia. La política econòmica es feia segons directives del Partit Comunista, que controlava tots els aspectes de l'activitat econòmica.
Bona part de l'estructura de l'economia soviètica que operava fins a 1987 va tenir l'origen en les polítiques de Joseph Stalin, amb modificacions addicionals fetes entre 1953 i 1987. El pla quinquennal i els plans anuals eren els mecanismes principals on el govern soviètic fixava les línies de les polítiques del seu programa econòmic. Segons aquestes polítiques, el Comitè de Planificació Estatal (Planovyy Gosudarstvennyy komitet-Gosplan) formulava objectius de producció arreu del país per a períodes de planificació estipulats. Els cossos de planificació regionals afinaven aquests objectius per a unitats econòmiques més petites, com les empreses industrials estatals i granges estatals (sovkhozy; canti., sovkhoz) i les col·lectivitats agrícoles (kolkhozy; canti., kolkhoz), tenint cadascuna el seu propi pla de producció específic. La planificació estatal suposava que si cada unitat complia o excedia el seu pla, llavors equilibrarien la demanda i el subministrament.
El paper del govern era assegurar que els plans es complien. La responsabilitat de la producció fluïa de dalt a baix. A nivell nacional, els aproximadament setanta ministeris governamentals i els comitès estatals, cada un responsable d'un sector de producció o subsector, supervisaven les activitats de producció econòmica de les unitats dins de les seves àrees de responsabilitat. Els cossos ministerials regionals es presentaven als ministeris de nivell nacional i controlaven les unitats econòmiques en les seves àrees geogràfiques respectives.
Els plans incorporats fixava objectius per a matèries primeres i béns intermedis, així com béns finals i serveis. En teoria, però no en la pràctica, el sistema de planificació estatal assegurava un equilibri entre els sectors per tota l'economia. Sota la planificació estatal, l'estat executava les funcions d'assignació que tenen els preus en un sistema de mercat. En l'economia soviètica, els preus eren únicament un mecanisme de comptabilitat. El govern establia preus per a tots els béns i serveis basats en el paper del producte en el pla i en uns altres criteris no econòmics. Aquest sistema de preus produïa anomalies. Per exemple, el preu del pa estava per sota el cost del blat utilitzat per produir-lo. En alguns casos, els pagesos alimentaven el seu bestiar amb pa perquè els suposava menys cost. En un altre exemple, els lloguers dels apartaments eren baixos per aconseguir equitat social. Les indústries soviètiques obtenien matèries primeres com petroli, gas natural, i carbó a preus per sota dels del mercat mundial.
El sistema de planificació estatal permetia als líders soviètics ordenar amb rapidesa en temps de crisi, com la invasió nazi, i reindustrialitzar el país durant la postguerra. El desenvolupament ràpid de la seva base de defensa i industrial després de la guerra va permetre a la Unió Soviètica convertir-se en una superpotència.
El registre de reforma econòmica russa a mitjans de la dècada de 1990 és mixt. Els intents reformistes durant l'era de Perestroika (reestructuració) en el règim de Mikhail Gorbatxov (1985-91) testifica la complexitat del desafiament.

## Transició a l'economia de mercat

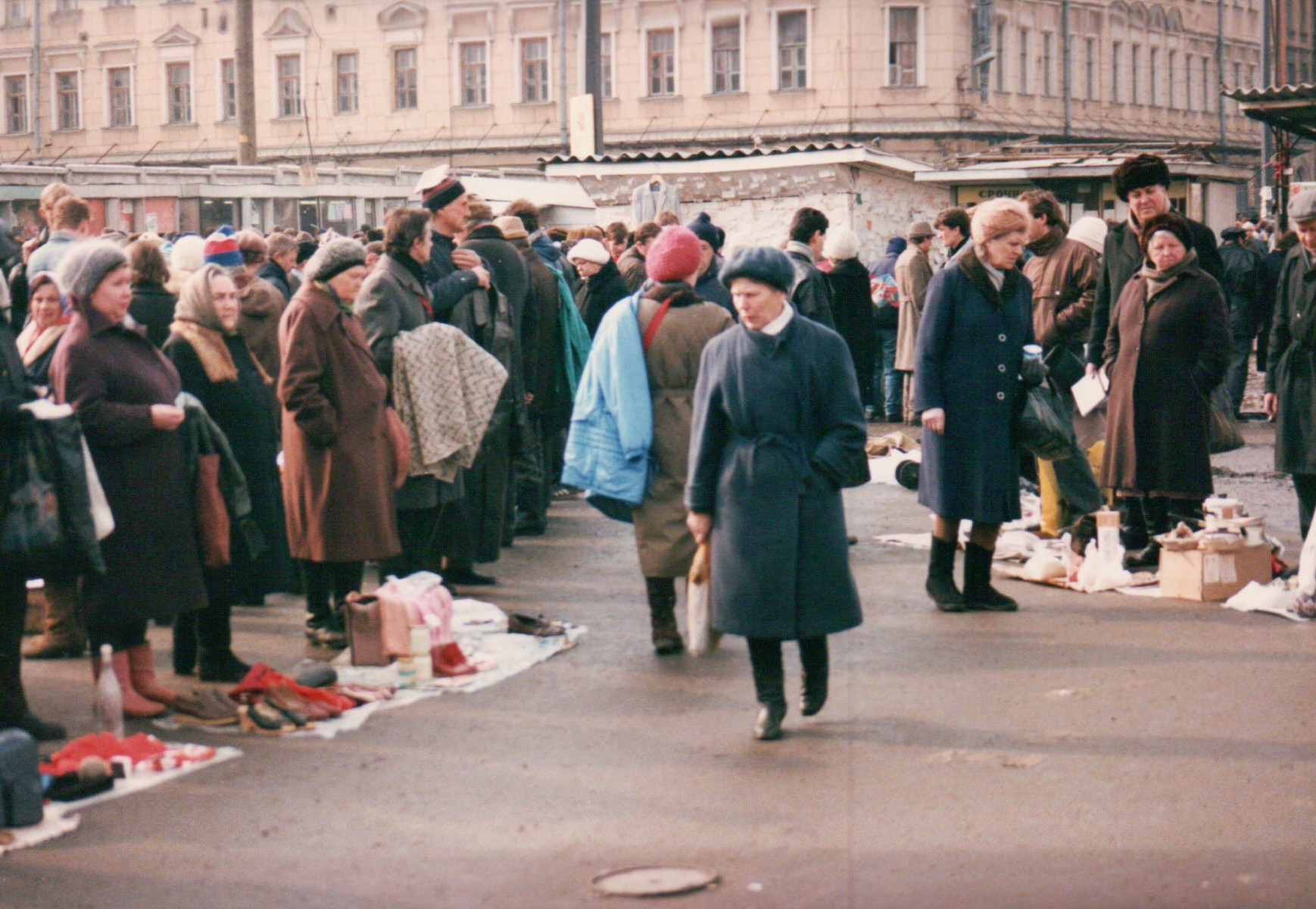
Un mercat ambulant a Rostov-on-Don, 1992

Després de 1991, sota el lideratge de Boris Ieltsin, el país va fer un gir significatiu cap al desenvolupament d'una economia de mercat mitjançant la implantació de principis bàsics com els preus determinats pel mercat. Dos objectius fonamentals i interdependents: l'estabilització macroeconòmica i la reestructuració econòmica, la transició de la planificació central a una economia de mercat. La primera va suposar la implantació de polítiques fiscals i monetàries que promouen el creixement econòmic en un entorn de preus i tipus de canvi estables. Aquest últim requeria l'establiment de les entitats comercials i institucionals —bancs, propietat privada i codis jurídics comercials— que permetin que l'economia funcioni de manera eficient. Obrir els mercats interiors al comerç exterior ia la inversió, vinculant així l'economia amb la resta del món, va ser una ajuda important per assolir aquests objectius. El règim de Gorbatxov no va poder abordar aquests objectius fonamentals. En el moment de la desaparició de la Unió Soviètica, el govern de Ieltsin de la República Russa havia començat a atacar els problemes d'estabilització macroeconòmica i de reestructuració econòmica. A mitjans de 1996, els resultats eren dispars.
Des del col·lapse de la Unió Soviètica el 1991, Rússia ha intentat desenvolupar una economia de mercat i aconseguir un creixement econòmic constant. L'octubre de 1991, Ieltsin va anunciar que Rússia procediria a una reforma radical i orientada al mercat en la línia de la "teràpia de xoc", tal com recomanaven els Estats Units i l'FMI. La hiperinflació va ser el resultat de l'eliminació dels controls de preus soviètics i de nou després de la crisi financera russa de 1998. Assumint el paper de personalitat jurídica continuada de la Unió Soviètica, Rússia va assumir la responsabilitat de liquidar els deutes externs de l'URSS, tot i que la seva població constituïa només la meitat de la població de l'URSS en el moment de la seva dissolució.
Es calcula que el PIB rus es va contreure un 40% entre 1991 i 1998, malgrat la riquesa de recursos naturals del país, la seva població ben educada i la seva base industrial diversa, encara que cada cop més ruïnosa. Aquesta xifra pot ser enganyosa, però, ja que gran part del PIB de la Unió Soviètica era la despesa militar i la producció de béns per als quals hi havia poca demanda. La interrupció de bona part d'aquesta despesa inútil va crear la falsa impressió d'una contracció econòmica més gran que la real. Elements crítics com la privatització d'empreses estatals i una gran inversió estrangera es van posar en marxa en els primers anys del període postsoviètic. Però altres parts fonamentals de la infraestructura econòmica, com ara la banca comercial i les lleis comercials completes i autoritzades, estaven absents o només estaven en part en vigor l'any 1996. Encara que a mitjans dels anys noranta semblava poc probable un retorn a la planificació central de l'era soviètica, la configuració de l'economia posterior a la transició va romandre impredictible.

### Polítiques monetària i fiscal
El gener de 1992, el govern va reprimir la creació de diners i crèdit al mateix temps que va aixecar els controls de preus. No obstant això, a partir del febrer, el Banc Central, encapçalat per Viktor Geraixxenko, va afluixar les regnes de l'oferta monetària. En el segon i el tercer trimestre de 1992, l'oferta monetària havia augmentat a taxes especialment pronunciades del 34% i del 30%, respectivament. A finals de 1992, l'oferta monetària russa havia augmentat divuit vegades. Això va provocar directament una inflació elevada i un deteriorament del tipus de canvi del ruble.
El fort augment de l'oferta monetària es va veure influenciat pels grans dipòsits en moneda estrangera que havien acumulat empreses i particulars estatals, i per la depreciació del ruble. Les empreses van recórrer a aquests dipòsits per pagar salaris i altres despeses després que el govern hagués endurit les restriccions a les emissions monetàries. Els bancs comercials van monetitzar els deutes de les empreses mitjançant la retirada de comptes en bancs estrangers i l'accés privilegiat als comptes del Banc Central.

### Inflació
El 1992, el primer any de la reforma econòmica, els preus al detall a Rússia van augmentar un 2.520%. Una de les principals causes de l'augment va ser la desregulació de la majoria dels preus el gener de 1992, un pas que va provocar un augment mitjà dels preus del 245% només en aquell mes. L'any 1993 la taxa anual havia baixat fins al 240%, una xifra encara molt elevada. El 1994 la taxa d'inflació havia millorat fins al 224%.
Tanmateix, les tendències de les taxes d'inflació anuals emmascaren les variacions de les taxes mensuals. El 1994, per exemple, el govern va aconseguir reduir les taxes mensuals del 21% al gener al 4% a l'agost, però les taxes van tornar a pujar, fins al 16,4% el desembre i el 18% el gener de 1995. La inestabilitat de la política monetària russa va provocar les variacions.. Després d'estrenyir el flux de diners a principis de 1994, el govern va alleujar les seves restriccions en resposta a les demandes de crèdit per part de l'agricultura, les indústries de l'Extrem Nord i algunes van afavorir les grans empreses. El 1995, el patró es va evitar amb més èxit mantenint la política monetària estricta adoptada a principis d'any i aprovant un pressupost relativament estricte. Així, la taxa d'inflació mensual es va mantenir pràcticament estable per sota del 5% l'últim trimestre de l'any. Durant el primer semestre de 1996, la taxa d'inflació va ser del 16,5%. No obstant això, els experts van assenyalar que el control de la inflació va ser ajudat substancialment per la manca de pagament dels salaris als treballadors de les empreses estatals, una política que va mantenir els preus baixos deprimint la demanda.
Un símptoma important de la inestabilitat macroeconòmica russa han estat les fortes fluctuacions del tipus de canvi del ruble. Des del juliol de 1992, quan el ruble es va poder canviar legalment per dòlars dels Estats Units, fins a l'octubre de 1995, el tipus de canvi entre el ruble i el dòlar va disminuir de 144 rubles per 1 dòlar dels EUA a uns 5.000 per 1 dòlar dels EUA. Abans de juliol de 1992, la taxa del ruble es va establir artificialment a un nivell molt sobrevalorat. Però els ràpids canvis en la taxa nominal (la taxa que no té en compte la inflació) reflectien la inestabilitat macroeconòmica general. L'exemple més dràstic d'aquesta fluctuació va ser la reducció del 27% del valor del ruble del Dimarts Negre (1994).
El juliol de 1995, el Banc Central va anunciar la seva intenció de mantenir el ruble dins d'una banda de 4.300 a 4.900 per cada dòlar dels EUA fins a l'octubre de 1995, però més tard va ampliar el període fins al juny de 1996. L'anunci reflectia l'enfortiment de les polítiques fiscals i monetàries i l'acumulació de reserves amb les quals el govern podria defensar el ruble. A finals d'octubre de 1995, el ruble s'havia estabilitzat i s'havia apreciat en termes ajustats a la inflació. Es va mantenir estable durant la primera meitat de 1996. El maig de 1996, es va introduir un tipus de canvi de "banda de rastreig" per permetre que el ruble es depreciés gradualment fins a finals de 1996, començant entre 5.000 i 5.600 per cada dòlar dels EUA i acabant entre 5.500 i 6.100.
Un altre signe d'estabilització de la moneda va ser l'anunci que a partir del juny de 1996, el ruble es convertiria totalment en compte corrent. Això significava que els ciutadans russos i els estrangers podrien convertir rubles a altres monedes per a transaccions comercials.

### Privatització d'empreses
A l'època soviètica, totes les empreses pertanyien a l'estat i se suposava que eren propietat per igual entre tots els ciutadans. La privatització va transferir gran part d'aquesta riquesa a mans d'uns pocs, fent-los immensament rics. Es van emetre accions de les empreses estatals i aquestes noves empreses cotitzades en borsa van ser lliurades ràpidament als membres de la Nomenklatura o caps criminals coneguts. Per exemple, el director d'una fàbrica durant el règim soviètic esdevindria sovint el propietari de la mateixa empresa. Durant el mateix període, els grups criminals violents sovint es van fer càrrec d'empreses estatals, obrint el camí mitjançant assassinats o extorsió. La corrupció dels funcionaris del govern es va convertir en una regla de vida quotidiana. Sota la cobertura del govern, es van dur a terme manipulacions financeres escandaloses que van enriquir el grup reduït d'individus en llocs clau de la màfia empresarial i governamental. Molts van agafar milers de milions en efectiu i actius fora del país en una enorme fugida de capitals.
Les empreses estatals més grans van ser privatitzades de manera controvertida pel president Boris Yeltsin a persones privilegiades per molt menys del que valien. Molts russos consideren que aquests infames "oligarques" són lladres. A través de la seva immensa riquesa, els oligarques van exercir una influència política important.

## 1991-1992
Els esforços del govern per fer-se càrrec de l'expansió del crèdit també van resultar efímers en els primers anys de la transició. El crèdit intern va augmentar unes nou vegades entre finals de 1991 i 1992. L'expansió del crèdit va ser causada en part per l'acumulació d'endarreriments entre empreses i el posterior finançament d'aquests endarreriments per part del RCB. El govern va restringir el finançament a les empreses estatals després que va aixecar els controls sobre els preus el gener de 1992, però les empreses es van enfrontar a l'escassetat d'efectiu perquè el descontrol dels preus va reduir la demanda dels seus productes. En lloc de reduir la producció, la majoria de les empreses van optar per crear inventaris. Per donar suport a la producció continuada en aquestes circumstàncies, les empreses van confiar en préstecs d'altres empreses. A mitjans de 1992, quan la quantitat de préstecs intraempresarials impagats havia arribat als 3,2 bilions de rubles (uns 20.000 milions de dòlars EUA), el govern va congelar els deutes intraempresarials. Poc després, el govern va proporcionar 181.000 milions de rubles (uns 1.100 milions de dòlars EUA) en crèdits a empreses que encara tenien deutes.
El govern tampoc va poder restringir les seves pròpies despeses en aquest període, parcialment sota la influència del Soviet Suprem de Rússia postsoviètic, que va encoratjar el finançament a l'estil soviètic de les indústries afavorides. A finals de 1992, el dèficit pressupostari rus era del 20% del PIB, molt superior al 5% previst pel programa econòmic i estipulat en les condicions del Fons Monetari Internacional (FMI) per al finançament internacional. Aquest dèficit pressupostari es va finançar en gran part amb l'ampliació de l'oferta monetària. Aquestes polítiques monetàries i fiscals van ser un factor juntament amb la liberalització dels preus en una taxa d'inflació de més del 2.000% el 1992.[cita necessària]
A finals de 1992, el deteriorament de les condicions econòmiques i un agut conflicte amb el parlament van portar a Ieltsin a destituir l'advocat de la reforma neoliberal Yegor Gaidar com a primer ministre. El successor de Gaidar va ser Viktor Chernomyrdin, un antic cap de la Companyia Estatal de Gas Natural (Gazprom), que es considerava menys favorable a la reforma neoliberal.

## 1993
Chernomyrdin va formar un nou govern amb Boris Fedorov, un reformador econòmic, com a viceprimer ministre i ministre de Finances. Fedorov va considerar l'estabilització macroeconòmica un objectiu principal de la política econòmica russa. El gener de 1993, Fedorov va anunciar l'anomenat programa anticrisi per controlar la inflació mitjançant polítiques monetàries i fiscals estrictes. En virtut del programa, el govern controlaria les emissions de diners i crèdits exigint al RCB que augmenti els tipus d'interès dels crèdits mitjançant l'emissió de bons del govern, finançant parcialment els dèficits pressupostaris i començant a tancar empreses estatals ineficients. Els dèficits pressupostaris s'havien de controlar limitant els augments salarials de les empreses estatals, establint objectius de dèficit pressupostari trimestral i proporcionant una xarxa de seguretat social més eficient per als aturats i els pensionistes.
La impressió de diners i l'expansió del crèdit intern es van moderar una mica l'any 1993. En una confrontació pública amb el parlament, Ieltsin va guanyar un referèndum sobre les seves polítiques de reforma econòmica que podria haver donat als reformadors una certa influència política per frenar la despesa estatal. El maig de 1993, el Ministeri d'Hisenda i el Banc Central van acordar mesures macroeconòmiques, com ara reduir les subvencions i augmentar els ingressos, per estabilitzar l'economia. El Banc Central havia d'augmentar la taxa de descompte dels préstecs per reflectir la inflació. Basant-se en els primers resultats positius d'aquesta política, l'FMI va estendre el primer pagament d'1.500 milions de dòlars EUA a Rússia d'un Servei especial de transformació sistèmica el juliol següent.
El programa anticrisi de Fedorov i l'acord del Govern amb el Banc Central van tenir algun efecte. Durant els tres primers trimestres de 1993, el Banc Central va mantenir l'expansió monetaria a una taxa mensual del 19%. També va moderar substancialment l'expansió dels crèdits durant aquest període. La taxa d'inflació anual de 1993 es va situar al voltant del 1.000%, una forta millora respecte al 1992, però encara molt elevada. Les xifres de millora van ser exagerades, però, perquè les despeses de l'Estat s'havien endarrerit des de l'últim trimestre de 1993 fins al primer trimestre de 1994. Els endarreriments de les empreses estatals, per exemple, s'havien acumulat el 1993 fins a uns 15 bilions de rubles (uns 13.000 milions de dòlars EUA, segons el tipus de canvi de mitjan 1993).

## 1994
El juny de 1994, Chernomyrdin va presentar un conjunt de reformes moderades calculades per acomodar els elements més conservadors del govern i el parlament alhora que aplacava els reformadors i els creditors occidentals. El primer ministre es va comprometre a avançar en la reestructuració de l'economia i a aplicar polítiques fiscals i monetàries que afavoreixin l'estabilització macroeconòmica. Però l'estabilització es va veure minada pel Banc Central, que va emetre crèdits a les empreses a tipus subvencionat, i per la forta pressió dels grups industrials i agrícoles que buscaven crèdits addicionals.
A l'octubre de 1994, la inflació, que s'havia reduït gràcies a polítiques fiscals i monetàries més restrictives a principis de 1994, va començar a disparar una vegada més fins a nivells perillosos. L'11 d'octubre, dia que es va conèixer com el dimarts negre, el valor del ruble als mercats de canvi interbancari va caure un 27%. Tot i que els experts van presentar una sèrie de teories per explicar la caiguda, inclosa l'existència d'una conspiració, l'afluixament dels controls crediticis i monetaris va ser clarament una causa important de la disminució de la confiança en l'economia russa i la seva moneda.
A finals de 1994, Ieltsin va reafirmar el seu compromís amb l'estabilització macroeconòmica acomiadant Viktor Geraixxenko, cap del Banc Central, i nomenant Tatiana Paramonova com la seva substituta. Tot i que els reformadors del govern rus i l'FMI i altres partidaris occidentals van acollir la cita amb escepticisme, Paramonova va poder implementar una política monetària estricta que va acabar amb els crèdits barats i va restringir els tipus d'interès (tot i que l'oferta monetària va fluctuar el 1995). A més, el parlament va aprovar restriccions sobre l'ús de la política monetària per finançar el deute de l'estat, i el Ministeri d'Hisenda va començar a emetre bons del govern a tipus de mercat per finançar els dèficits.
Segons dades oficials russes, l'any 1994 el producte interior brut (PIB) nacional era de 604 bilions de rubles (uns 207.000 milions de dòlars segons el tipus de canvi de 1994), o al voltant del 4% del PIB dels Estats Units d'aquell any. Però aquesta xifra subestima la mida de l'economia russa. Ajustat per una fórmula de paritat de poder adquisitiu per tenir en compte el menor cost de la vida a Rússia, el PIB rus de 1994 va ser d'uns 678.000 milions de dòlars, cosa que va convertir l'economia russa en aproximadament el 10% de l'economia dels Estats Units. El 1994, el PIB rus ajustat va ser de 4.573 dòlars per càpita, aproximadament el 19% del dels Estats Units.

## 1995
Durant bona part del 1995, el govern va mantenir el seu compromís amb les restriccions fiscals estrictes i els dèficits pressupostaris es van mantenir dins dels paràmetres establerts. No obstant això, l'any 1995 es van augmentar les pressions per augmentar la despesa del govern per pal·liar els endarreriments de salaris, que s'estaven convertint en un problema crònic a les empreses estatals, i per millorar la xarxa de seguretat social cada cop més deteriorada. De fet, el 1995 i el 1996 l'incompliment per part de l'estat de pagar moltes d'aquestes obligacions (així com els sous de la majoria dels treballadors estatals) va ser un factor important per mantenir el dèficit pressupostari de Rússia a un nivell moderat. Les condicions van canviar a la segona meitat de 1995. Els membres de la Duma de l'Estat (a partir de 1994, la cambra baixa de l'Assemblea Federal, el parlament de Rússia) es van enfrontar a les eleccions al desembre, i Ieltsin va enfrontar-se a les perspectives febles en la seva candidatura a la reelecció presidencial de 1996. Per tant, les condicions polítiques van fer que tant els diputats de la Duma com el president fessin promeses d'augmentar la despesa.
A més, a finals de 1995, Ieltsin va destituir Anatoly Chubais, un dels darrers defensors de la reforma econòmica que romania en una posició superior del govern, com a viceprimer ministre encarregat de la política econòmica. En lloc de Chubais, Ieltsin va nomenar Vladimir Kadannikov, un antic director d'una planta d'automòbils les opinions del qual eren antireformistes. Aquest moviment va generar preocupacions a Rússia i Occident pel compromís de Ieltsin amb la reforma econòmica. Una altra víctima de l'ambient polític va ser el president del BCR Paramonova, la nominació del qual havia continuat sent motiu de polèmica entre la Duma de l'Estat i el Govern. El novembre de 1995, Ieltsin es va veure obligat a substituir-la per Sergey Dubinin, un protegit de Chernomyrdin que va continuar amb la política de restriccions monetaris que Paramonova havia establert.

## 1996

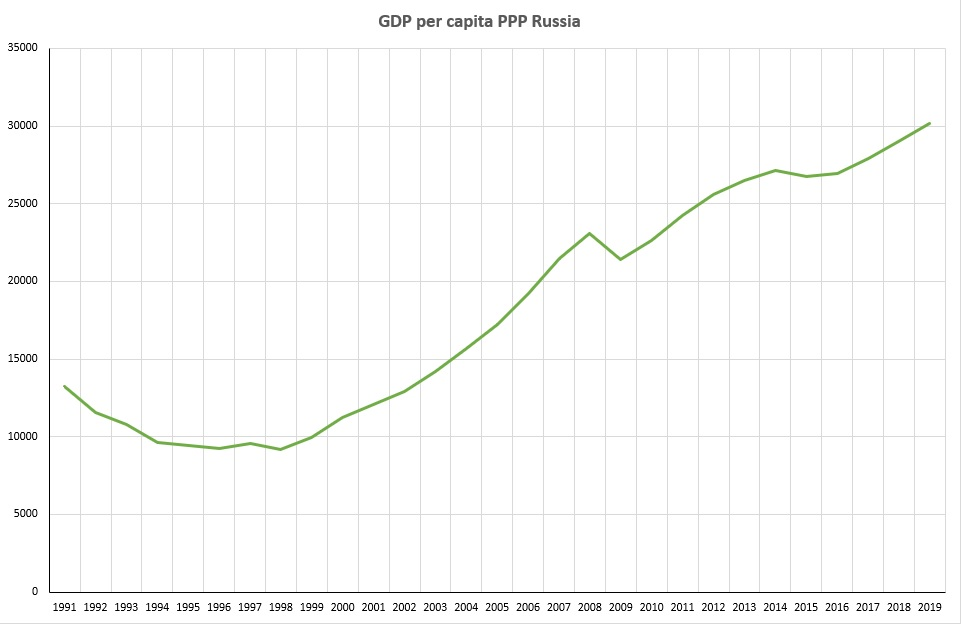
PIB de Rússia per paritat de poder adquisitiu (PPA) el 1991-2019 (en dòlars internacionals, no ajustat per la inflació)

A mitjans de 1996, quatre anys i mig després del llançament de la reforma econòmica postsoviètica de Rússia, els experts van trobar que els resultats eren prometedors però contradictoris. L'economia russa ha passat per una llarga i desgarradora depressió. Les estadístiques econòmiques oficials russes indiquen que des de 1990 fins a finals de 1995, el PIB rus va disminuir aproximadament un 50%, molt més gran que el descens que van experimentar els Estats Units durant la Gran Depressió. -els analistes de la desregulació van descriure un descens molt menys greu, tenint en compte el biaix a l'alça de les dades econòmiques de l'era soviètica i el biaix a la baixa de les dades postsoviètiques. Per exemple, estimacions de l'FMI: [1]) Gran part de la caiguda de la producció s'ha produït al complex militar-industrial i altres indústries pesants que es van beneficiar més de les prioritats econòmiques dels planificadors soviètics, però que tenen una demanda molt menys robusta en un mercat lliure.
Però altres grans sectors com l'agricultura, l'energia i la indústria lleugera també van patir la transició. Per permetre que aquests sectors funcionin en un sistema de mercat, s'han hagut de tancar empreses ineficients i acomiadar treballadors, amb la consegüent disminució de la producció i el consum. Els analistes esperaven que el PIB de Rússia començaria a augmentar l'any 1996, però les dades dels primers sis mesos de l'any mostraven un descens continu, i alguns experts russos van predir una nova fase de crisi econòmica a la segona meitat de l'any.
Les conseqüències de la reestructuració s'han alleujat amb l'aparició d'un nou sector privat. Els experts occidentals creuen que les dades russes exageren les dimensions del col·lapse econòmic de Rússia en no reflectir una gran part de l'activitat del sector privat del país. El sector de serveis rus, especialment les vendes al detall, té un paper cada cop més vital en l'economia, ja que representava gairebé la meitat del PIB el 1995. Les activitats del sector serveis no s'han mesurat adequadament. Les dades sobre el rendiment del sector es veuen esbiaixades per la subinformació o la no declaració de la producció que fomenten les lleis fiscals de Rússia. Segons els analistes occidentals, a finals de 1995 més de la meitat del PIB i més del 60% de la força de treball es trobaven al sector privat.
Un servei important però poc convencional a l'economia de Rússia és el "comerç amb llançadora": el transport i la venda de béns de consum per part d'empresaris individuals, dels quals es calculava que entre 5 i 10 milions estaven actius el 1996. Els comerciants compren béns a països estrangers com la Xina, Turquia o els Emirats Àrabs Units, per després vendre'ls al mercat nacional on la demanda és més alta. Yevgeniy Yasin, ministre d'Economia, va estimar que el 1995 van entrar a Rússia d'aquesta manera uns 11.000 milions de dòlars en béns. Els comerciants de llançadora han estat vitals per mantenir el nivell de vida dels russos que no poden pagar els béns de consum al mercat convencional. No obstant això, les indústries nacionals com el tèxtil pateixen aquesta invasió de mercaderies competidores, que no està controlat, no paga impostos i sovint sota el control de la màfia.
La distribució geogràfica de la riquesa de Rússia s'ha esbiaixat almenys tan greument com ho va ser a l'època soviètica. A mitjans de la dècada de 1990, el poder econòmic s'estava concentrant a Moscou a un ritme encara més ràpid que el que el govern federal estava perdent poder polític a la resta del país. A Moscou, una oligarquia econòmica, formada per polítics, bancs, empresaris, forces de seguretat i agències de la ciutat, controlava un gran percentatge dels actius financers de Rússia sota el govern de l'enèrgic i popular alcalde de Moscou, Iuri Lujkov. Malauradament, el crim organitzat també ha tingut un paper important en el creixement de la ciutat. En contra d'una força policial feble, la taxa de raquetes de protecció, assassinats per contracte, soborns i suborns de Moscou, tots íntimament relacionats amb la infraestructura econòmica, s'ha mantingut entre els més alts de Rússia. La majoria de les empreses no han pogut funcionar sense pagar per algun tipus de protecció de la màfia, anomenada informalment krysha (la paraula russa per sostre).
Luzhkov, que té vincles estrets amb tots els centres de poder legítims de la ciutat, ha supervisat la construcció d'estadis esportius, centres comercials, monuments a la història de Moscou. El 1994, Ieltsin va donar a Lujkov el control total de totes les propietats estatals a Moscou. Durant el primer semestre de 1996, la ciutat va privatitzar empreses estatals a un ritme de 1.000 milions de dòlars EUA anuals, un ritme més ràpid que tot el procés de privatització nacional durant el mateix període. Sota el lideratge de Luzhkov, el govern de la ciutat també va adquirir interessos plens o importants en una gran varietat d'empreses, des de bancs, hotels i construcció fins a fleques i salons de bellesa. Aquesta propietat ha permès als planificadors de Luzhkov manipular els recursos de manera eficient i amb poca o cap competència. Mentrestant, Moscou també es va convertir en el centre de la inversió estrangera a Rússia, sovint amb l'exclusió d'altres regions. Per exemple, la cadena de menjar ràpid McDonald's, que va començar a operar a Moscou el 1990, va tenir un èxit immediat però només es va expandir a Moscou. La concentració de la indústria bancària de Rússia a Moscou va donar a la ciutat un gran avantatge per competir per l'activitat comercial estrangera.
A mitjans de 1996 el govern nacional semblava haver assolit cert grau d'estabilitat macroeconòmica. No obstant això, l'estabilitat a llarg termini depèn de la capacitat dels responsables polítics per suportar les pressions inflacionistes de les demandes de subvencions estatals i crèdits més fàcils per a les empreses en fallida i altres interessos especials. Chubais va estimar que les promeses de despesa fetes durant la campanya de Ieltsin van ascendir a 250 dòlars EUA per elector, que si es gastés realment duplicarien aproximadament el dèficit pressupostari nacional; la majoria de les promeses de Ieltsin sembla que es van oblidar poc després de la seva reelecció.
El 1996, l'estructura de la producció econòmica russa havia canviat prou com per assemblar-se més a la d'una economia de mercat desenvolupada que al model de planificació central soviètic distorsionat. Amb la disminució de la demanda de béns de la indústria de defensa, la producció global ha passat de la indústria pesant a la producció de consum. Tanmateix, a mitjans dels anys noranta la baixa qualitat de la majoria de béns de consum produïts a nivell nacional va continuar limitant els beneficis de les empreses i, per tant, la seva capacitat per modernitzar les operacions de producció. A l'altra banda del "cercle viciós", la confiança en un sistema de producció obsolet va garantir que la qualitat del producte es mantindria baixa i no competitiva.
La majoria dels preus es van deixar al mercat, tot i que els governs locals i regionals controlen els preus d'alguns productes bàsics. Els preus de l'energia continuen controlats, però el Govern ha anat augmentant aquests preus per tancar la bretxa amb els preus del mercat mundial.
Un informe governamental de 1996 va quantificar l'anomenada "economia submergida", que no genera impostos ni estadístiques governamentals, com a responsable d'aproximadament el 51% de l'economia i el 40% de la seva facturació en efectiu.

## 1997–1998
A finals de 1997, Rússia havia aconseguit alguns progressos. La inflació s'havia controlat, el ruble es va estabilitzar i un ambiciós programa de privatització havia transferit milers d'empreses a la propietat privada. establiment d'un tribunal d'arbitratge per resoldre disputes econòmiques.
Però el 1998, les dificultats per implementar reformes fiscals destinades a augmentar els ingressos del govern i la dependència del préstec a curt termini per finançar els dèficits pressupostaris van provocar una greu crisi financera el 1998, que va contribuir a una forta disminució dels ingressos de Rússia per les exportacions de petroli i va provocar un èxode. d'inversors estrangers. El govern va permetre que el ruble caigués precipitadament i després va aturar el pagament de 40.000 milions de dòlars en GKO de rubles, els bons del tresor a curt termini àmpliament en poder dels inversors estrangers.

## 1999
L'any 1999, la producció només va augmentar per segona vegada des de 1991, en un 6,4% estimat oficialment, recuperant la caiguda del 4,6% de 1998. Aquest augment es va aconseguir malgrat un any de possibles turbulències que va incloure el mandat de tres primers ministres i va culminar. en la dimissió de Cap d'Any del president Boris Yeltsin. Va ser de gran ajuda la triplicació dels preus internacionals del petroli en la segona meitat de 1999, augmentant el superàvit d'exportacions a 29.000 milions de dòlars.
En el costat negatiu, la inflació va augmentar a una mitjana del 85% el 1998, en comparació amb una mitjana de l'11% el 1997 i una mitjana esperada del 36% el 1999. pensions en un 45%. El govern de Vladimir Putin va donar una alta prioritat a complementar els baixos ingressos mitjançant el pagament dels salaris i les pensions endarrerides.

## 2000–2007

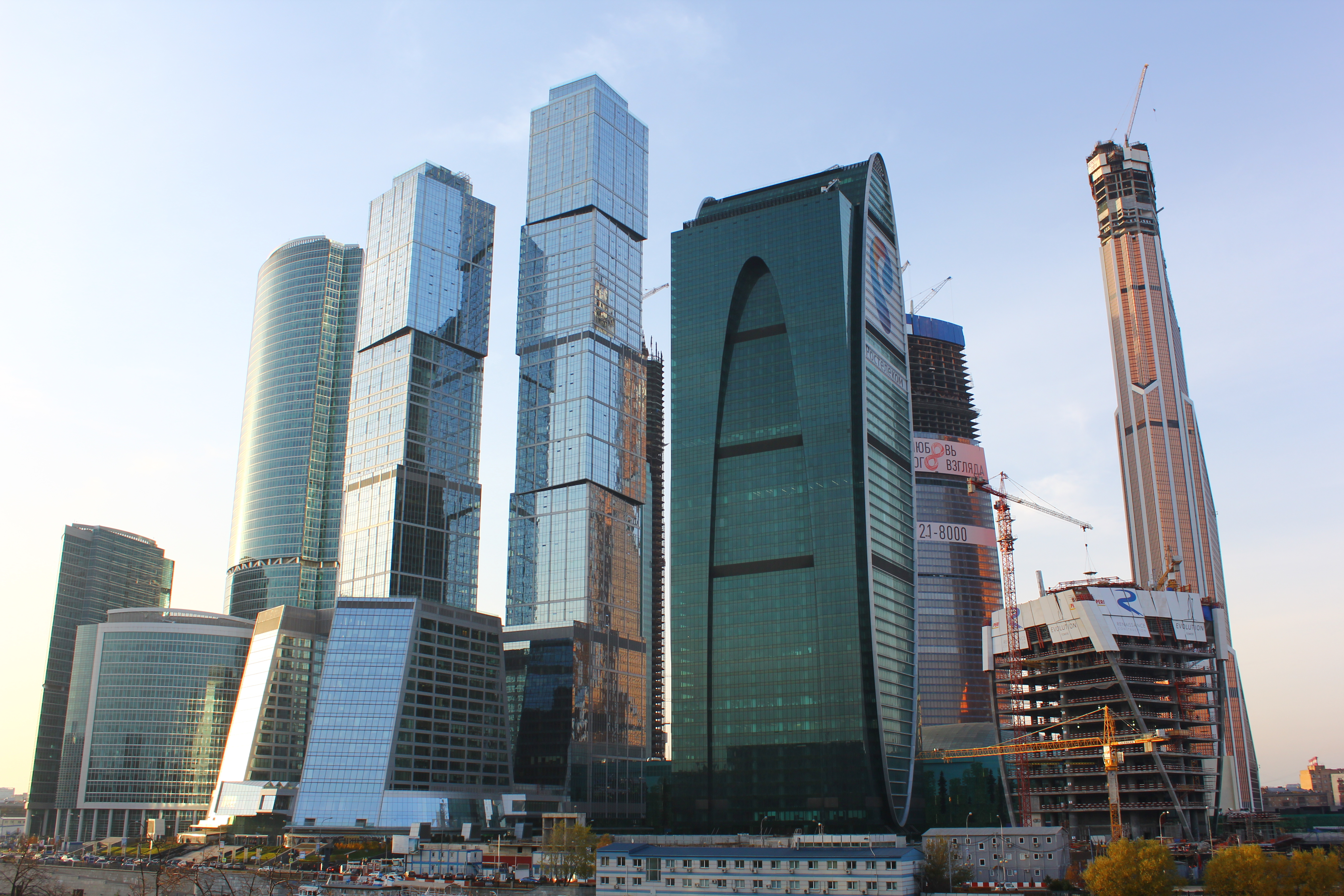
Nova construcció al Centre de Negocis Internacional de Moscou

Rússia va registrar un creixement del producte interior brut del 6,4% el 1999, el 10% el 2000, el 5,1% el 2001, el 4,7% el 2002, el 7,3% el 2003, el 7,2% el 2004, el 6,4% el 2005, el 20,2% i el 8,2% 2007, amb un sector industrial que també va registrar un creixement elevat.
Sota la presidència de Vladímir Putin, l'economia de Rússia va veure duplicar el Producte Interior Brut (PIB) nominal, passant del 22è al 11è més gran del món. L'economia va obtenir guanys reals d'un 7% anual de mitjana (2000: 10%, 2001: 5,1%, 2002: 4,7%, 2003: 7,3%, 2004: 7,2%, 2005: 6,4%, 2006: 8,07%:, 8,5%, 2008: 5,6%), la qual cosa la converteix en la sisena economia del món en PIB (PPA). El 2007, el PIB de Rússia va superar el de 1990, el que significa que ha superat les conseqüències devastadores de l'era soviètica, la crisi financera de 1998 i la recessió anterior a la dècada de 1990.[12] Per càpita, el PIB rus va ser d'11.339 dòlars EUA per persona el 2008, cosa que va situar els russos en el 57è lloc més ric tant en poder adquisitiu com en nominal.
Durant els vuit anys de Putin al càrrec, la indústria va créixer un 75%, les inversions van augmentar un 125% i també van augmentar la producció i la construcció agrícoles. Els ingressos reals es van duplicar i el salari mitjà es va multiplicar per vuit de 80 a 640 dòlars. El volum de crèdit al consum entre 2000 i 2006 va augmentar 45 vegades, i durant aquest mateix període, la classe mitjana va créixer de 8 milions a 55 milions, un augment de 7 vegades. El nombre de persones que viuen per sota del llindar de pobresa també va disminuir del 30% el 2000 al 14% el 2008.
Tanmateix, la inflació continuava sent un problema, ja que el govern no va poder contenir el creixement dels preus. Entre el 1999 i el 2007, la inflació es va mantenir en el sostre de previsió només dues vegades, i el 2007 la inflació va superar la del 2006, continuant una tendència a l'alça a principis del 2008.
A la cimera del G8 del juny de 2002, els líders de les vuit nacions van signar una declaració acordant explorar la cancel·lació d'alguns dels antics deutes soviètics de Rússia per utilitzar els estalvis per salvaguardar materials a Rússia que podrien ser utilitzats pels terroristes. Segons l'acord proposat, 10.000 milions de dòlars vindrien dels Estats Units i 10.000 milions d'altres països del G-8 durant 10 anys.
L'any 2003, el deute ha augmentat fins als 19.000 milions de dòlars a causa dels majors pagaments del Ministeri d'Hisenda i dels eurobons. No obstant això, 1.000 milions de dòlars s'han prepagat i és possible que part del deute del sector privat ja s'hagi recomprat. Rússia va continuar explorant oportunitats d'intercanvi/intercanvi de deute.
L'1 de gener de 2004, el Govern de Rússia va establir el Fons d'Estabilització de la Federació Russa com a part del pressupost federal per equilibrar-lo si el preu del petroli baixa. Ara s'està modernitzant el fons d'estabilització de la Federació Russa. El Fons d'Estabilització es va dividir en dues parts l'1 de febrer de 2008. La primera part és un fons de reserva igual al 10% del PIB (el 10% del PIB equival ara a uns 200.000 milions de dòlars) i s'inverteix de la mateixa manera que el Fons d'Estabilització. Fons. La segona part es converteix en el Fons Nacional de Prosperitat de la Federació Russa. El Fons Nacional de Prosperitat s'invertirà en instruments més arriscats, incloses accions d'empreses estrangeres.
L'economia russa es va mantenir impulsada per les matèries primeres malgrat el seu creixement. Els pagaments del sector del combustible i l'energia en forma de drets de duana i impostos van representar gairebé la meitat dels ingressos del pressupost federal. La gran majoria de les exportacions de Rússia estaven formades per matèries primeres i fertilitzants, encara que les exportacions en conjunt només representaven el 8,7% del PIB el 2007, en comparació amb el 20% el 2000.
També hi havia una bretxa creixent entre rics i pobres a Rússia. Entre el 2000 i el 2007, els ingressos dels rics van créixer d'aproximadament 14 vegades a 17 vegades més grans que els ingressos dels pobres. La ràtio de diferenciació d'ingressos mostra que el 10% dels rics de Rússia viu cada cop millor que el 10% dels pobres, entre els quals es troben majoritàriament pensionistes i treballadors no qualificats a les regions depressives. (Vegeu: Coeficient de Gini)
Rússia ha experimentat un auge de la inversió de capital des de principis del 2007. La inversió de capital va mostrar un creixement rècord al juny, augmentant un 27,2 per cent respecte al juny de l'any passat en termes reals (ajustats pels canvis de preu), fins als 579.800 milions de rubles, amb la indústria de la construcció líder. el camí. Això suposa un augment del 58 per cent en termes nominals i una millor actuació que a la Xina. La Rússia moderna mai abans havia vist una taxa de creixement semblant. La taxa d'inversió a Rússia va augmentar un 22,3 per cent durant el primer semestre del 2007 en comparació amb el mateix període de l'any anterior. L'augment durant aquest període el 2005 va ser només de l'11 per cent. Les estadístiques superen significativament tant els pronòstics conservadors del Ministeri de Desenvolupament Econòmic com Comerç i anàlisis independents menys conservadores. Segons Interfax, el consens entre els analistes a finals del mes passat va créixer un 15,3 per cent en comparació amb l'any passat.
A partir del 2007, el PIB real va augmentar el percentatge més alt des de la caiguda de la Unió Soviètica en un 8,1%, el ruble es manté estable, la inflació ha estat moderada i la inversió va començar a augmentar de nou. El 2007, el Banc Mundial va declarar que l'economia russa havia aconseguit "una estabilitat macroeconòmica sense precedents". Rússia està avançant en el compliment de les seves obligacions de deute exterior. Durant el 2000-2001, Rússia no només va satisfer els seus serveis de deute extern, sinó que també va fer grans amortitzacions anticipades del principal dels préstecs de l'FMI, sinó que també va acumular reserves del Banc Central amb el pressupost del govern, el comerç i els superàvits per compte corrent. El pressupost del govern rus de l'any fiscal 2002 suposa el pagament d'aproximadament 14.000 milions de dòlars en pagaments oficials del servei del deute a venciment. Els grans superàvits per compte corrent han provocat una ràpida apreciació del ruble durant els darrers anys. Això ha significat que Rússia ha retornat gran part de l'avantatge en termes de canvi que va obtenir quan el ruble va caure un 60% durant la crisi del deute. El petroli i el gas dominen les exportacions russes, de manera que Rússia continua sent molt dependent del preu de l'energia. Les taxes de préstec i dipòsits iguals o inferiors a la taxa d'inflació inhibeixen el creixement del sistema bancari i fan que l'assignació de capital i risc sigui molt menys eficient del que seria d'una altra manera.
A finals de la primera dècada del segle XXI, el BCE va informar que el país estava sota els efectes del mal holandès.

## 2008-2009 Gran recessió
Les vendes d'armes van augmentar fins al punt que Rússia va ser la segona (amb un 0,6 de la quantitat de venda d'armes dels EUA) al món en venda d'armes, la indústria informàtica va registrar un any rècord de creixement concentrant-se en nínxols de gamma alta com el disseny d'algoritmes i la microelectrònica, mentre que va abandonar. el treball final menor a l'Índia i la Xina. [citació necessària] Rússia va ser la tercera destinació més gran del món per a l'externalització de programari darrere de l'Índia i la Xina. La indústria de llançaments espacials era ara la segona més gran del món darrere de l'europea Ariane 5 i les empreses de centrals nuclears anaven creixent, venien plantes a la Xina i l'Índia, i van signar una empresa conjunta amb Toshiba per desenvolupar centrals elèctriques d'avantguarda. La indústria aeroespacial civil va desenvolupar el Sukhoi Superjet, així com el proper projecte MS 21 per competir amb Boeing i Airbus.
La Gran Recessió a Rússia va ser una crisi durant el 2008-2009 als mercats financers russos, així com una recessió econòmica que es va veure agreujada pels temors polítics després de la guerra amb Geòrgia i per la caiguda del preu del cru pesat dels Urals, que va perdre més de 70 euros. % del seu valor des del seu màxim rècord de 147 dòlars EUA el 4 de juliol de 2008 abans de repuntar moderadament el 2009. Segons el Banc Mundial, els sòlids fonaments macroeconòmics a curt termini de Rússia la van fer més preparada que moltes economies emergents per fer front a la crisi, però la seva les debilitats estructurals subjacents i l'alta dependència del preu d'una sola mercaderia van fer que el seu impacte fos més pronunciat del que seria el cas d'una altra manera.
A finals de 2008, durant l'inici de la crisi, els mercats russos van caure en picat i més d'un bilió de dòlars s'havien esborrat del valor de les accions de Rússia, tot i que les accions russes es van recuperar el 2009 i es van convertir en els millors resultats del món, amb l'índex MICEX amb més de va duplicar el seu valor i va recuperar la meitat de les seves pèrdues de 2008.
El setembre de 2009, el govern rus va anunciar plans per vendre les participacions estatals d'energia i transport per tal d'ajudar a tapar el dèficit pressupostari i ajudar a millorar l'envelliment infraestructura de la nació. L'estat va destinar unes 5.500 empreses a la desinversió i té previst vendre accions d'empreses que ja cotitzen públicament, inclosa Rosneft, el major productor de petroli del país.
Del juliol del 2008 al gener del 2009, les reserves de divises de Rússia van caure en 210.000 milions de dòlars des del seu màxim fins als 386.000 milions de dòlars, ja que el banc central va adoptar una política de devaluació gradual per combatre la forta devaluació del ruble. El ruble es va debilitar un 35% respecte al dòlar des de l'inici de la crisi a l'agost fins al gener de 2009. A mesura que el ruble es va estabilitzar al gener, les reserves van començar a créixer de manera constant al llarg del 2009, assolint un màxim de 452.000 milions de dòlars a finals d'any.
L'economia de Rússia va sortir de la recessió el tercer trimestre del 2009 després de dos trimestres de creixement negatiu rècord. El PIB es va reduir un 7,9% durant tot l'any 2009, una mica menys que la predicció del 8,5% del Ministeri d'Economia.

## 2010–2014
El març de 2010, l'informe del Banc Mundial va assenyalar que les pèrdues econòmiques de Rússia eren inferiors a les previstes a l'inici de la crisi. Segons el Banc Mundial, en part es deu a les mesures anticrisi a gran escala que ha pres el govern.
En el primer trimestre de 2010, la taxa de creixement del PIB (2,9%) i el creixement de la producció industrial (5,8%), Rússia va ocupar el segon lloc entre els "Vuit Grans", només per darrere del Japó.
A partir del 2010, el PIB nominal va créixer un 4,0%, el 2011 un 4,3% i el 2012 un 3,4%. Segons Rosstat, l'ingrés net mitjà per càpita era de 22691 rubles per mes.

## 2014-2017 Crisi financera russa
La crisi financera de 2014-2017 a Rússia és el resultat de l'enfonsament del ruble rus a partir de la segona meitat de 2014. Una disminució de la confiança en l'economia russa va provocar que els inversors venguessin els seus actius russos, fet que va provocar una disminució del valor del ruble rus i va provocar pors d'una crisi financera russa. La falta de confiança en l'economia russa prové d'almenys dues fonts principals. El primer és la caiguda del preu del petroli el 2014. El petroli cru, una de les principals exportacions de Rússia, va baixar de preu gairebé un 50% entre el seu màxim anual del juny del 2014 i el 16 de desembre del 2014. El segon és el resultat de les sancions econòmiques internacionals. imposada a Rússia després de l'annexió de Crimea per part de Rússia i la intervenció militar russa a Ucraïna.
La crisi ha afectat l'economia russa, tant els consumidors com les empreses, i els mercats financers regionals, així com les ambicions de Putin pel que fa a la Unió Econòmica Eurasiàtica. La borsa russa, en particular, va experimentar grans caigudes amb una caiguda del 30% de l'índex RTS des de principis de desembre fins al 16 de desembre de 2014.